# امامزاده پیرمراد
امامزاده پیرمراد یکی از نقاط تاریخی مذهبی شهر استهبان است.
امامزاده محمد بن علی بن ابراهیم بن موسی بن جعفر معروف به پیرمراد است. این امامزاده در باختر استهبان و به فاصله ۱۰۰۰ قدمی از مرکز شهر قرار دارد. براساس اطلاعات گذشتگان در ابتدا گنبد بسیار کوچک و گلی داشته‌است که در اثر بارندگی شدید پیاپی هفت روزه و راه افتادن رودخانه پیرمرداد آب از اطراف بقعه عبور می کرده ولی صدمه‌ای به قبر وارد نشده، اما در مسیر آن شن‌هایی جمع شده که گنبد آن به همت حاج میرزا بابا (۱۲۰۰-۱۲۸۲ هجری قمری) فرزند حاج آقا محمد فرزند آقا علی فرزند محمد علی بیگ ذوالقدر جهرمی از سلسله خواجه‌ها که در زمان سلطنت زندیه به حکومت بلوک اصطهبانات مصوب گردیده بود، مرمت و بازسازی و پس ازچند سال دوباره گنبد و ایوانی که تزیین به کاشی کاری بود ساخته شد.
امامزاده پیرمراد بنای نسبتاً مجللی است با گنبد کاشی سفید که مزین به نقوش طرح لوزی است. دو مناره کوچک و ایوانی در جلو آن واقع و تا حدی به بقعه شاه چراغ شباهت یافته‌است. حوض درازی نیز در محور بقعه ساخته‌اند که بر زیبایی آن می‌افزاید.
در کناره دیواره قدیمی که قطر هر پی آن حدود ۱٫۵ تا ۲ گز بوده، یک سنگ قهوه‌ای به خط کوفی وجود دارد که هم‌اکنون زیر خاک است.
در سال ۱۳۶۲ خورشیدی جهت گسترش و احداث گنبد و بارگاه جدید تصمیم گرفته شد که ساختمان موجود را خراب کنند، علیرغم تمام مخالفت‌های محلی سرانجام در شب تاسوعای ۲ مهر ۱۳۶۲خ قسمتی از آن را با لودر خراب کردند.
سرانجام در سال ۱۳۶۸ پس از ویرانی تدریجی ساختمان قبلی کلنگ احداث ساختمان جدید با زیربنای ۱۱۰ متر به زمین زده شد و شرکت سد برتهران به مدیریت مهندس علی محمد مصدقی با مصالح امروزین شروع به کار کرد و به مرحله نهایی خود رسید.
در حال حاضر ساختمان پیرمراد دارای چهار رواق و یک مسجد است. محوطه داخل حرم ۱۴۴ مترمربع می‌باشد که دارای یک عرق چین که روی آن گنبدی به ارتفاع تقریبی ۲۸ متر و قطر ۱۳ متر می‌باشد که همگی با آهن آلات و سیمان و به دست کارشناسان و معماران مجرب محلی بدون استفاده از هرگونه جرثقیلی ساخته شده‌است. چنین گنبدی از نظر ارتفاع در استانهای مجاور مشاهده نشده‌است.
ضریح آن به عرض ۳ و طول ۴ متر و ارتفاع ۲٫۸۰ متر توسط برادران نقره ساز پرورش اصفهان به مبلغ ۲ میلیون و ۴۰۰ هزار تومان در سال ۷۲-۷۱ ساخته شد.
در سال ۱۳۷۳ خورشیدی دو مناره به ارتفاع تقریبی ۴۰ متر و قطر ۲ متر از آهن و آجر و سیمان ساخته شد.

## جستارها
- موسی پسر جعفر (کاظم)
- علی پسر موسی (رضا)
- امامزاده ابراهیم (شیراز)